# Tennis de table sport club de l'UMMC Ekaterinbourg
Le Tennis de table sport club de l'UMMC Ekaterinbourg est un club russe de tennis de table. Créé en septembre 2007, le club est directement engagé en première division russe.

## Histoire du club
Dès sa première saison, le club finit 3e du championnat des clubs de Russie et est médaillé de bronze en Coupe de Russie. 
Le club est devenu le champion de la Russie, et aussi remporté l'argent de la Coupe de Russie 2009. Le club a participé à la ETTU Cup 2008-2009. L'année suivante, le club est devenu le premier club russe à participer à la Ligue des Champions, en se qualifiant pour les quarts de finale, éliminé par les Belges du Royal Villette Charleroi. Le TTSC UMMC conserve son titre de champion de Russie à l'issue de la saison 2009/2010. Le club perd son titre la saison suivante et échoue à nouveau en quarts de la Champion's League. La saison 2011-2012 en Ligue des Champions est un tournant dans l'histoire du club. Les Russes, menés 3-0 lors des matchs aller des quarts face à Levallois et des demis à Sarrebruck, réussissent l'exploit à chaque fois de remonter les défaites et de se qualifier aux sets-averages et atteignent la finale de la grande Coupe d'Europe 5 ans seulement après la création du club. Ils affronteront l'autre équipe russe Orenbourg, finaliste malheureux l'an dernier contre Dusseldorf.

## Bureau du club
- Le président est Vladimir Beloglazoy, qui est également le directeur des affaires générales de l'industrie minière de l'Oural et de Metallurgical Company.
- Le Directeur est Alexander Zakharov, Honoré travailleurs des Transports, qui est également vice-président de la FNTR russe, et directeur du championnat des clubs de la Russie.

## Effectif 2012/2013
- Michael Maze : n°21 mondial
- Alexander Shibaev : n°31 mondial
- Tan Ruïwu: n°69 mondial
- Zoran Primorac: n°71 mondial
- Hou Yingchao : Nc mondial

## Palmarès
- Ligue des champions :
  - Finaliste en 2012
- ETTU Cup (1) : :
  - Vainqueur en 2013
- Championnat de Russie (3) :
  - Champion en 2009, 2010 et 2013
- Coupe de Russie :
  - Finaliste en 2009